# Nora Arnezeder
Nora Arnezeder (París, 8 de maig de 1989) és una actriu i cantant francesa.

## Biografia
Filla de Wolfgang, catòlic austríac, i de Piera Schinasi, d'origen jueu egipci i descendent d'una família de jueus italians que van immigrar a Alexandria abans la Primera Guerra mundial. A l'edat de dos anys, marxa de París amb els seus pares a Ais de Provença. Als 14 anys, marxa a viure a Bali durant un any. Quan torna a París, pren cursos de dansa i de cant amb Myrtille Buttner a l'Acadèmia internacional de dansa i de teatre, al si de l'escola de teatre de Cabriés, a l'edat de 16 anys. Després de dos anys i diversos stages privats de comèdia al curs Florent, participa en Els Dos mons (2007) i les sèries R.I.S Policia científica i Comissària València.
El 2008, a l'edat de 18 anys, té un paper a Faubourg 36 de Christophe Barratier. Aquesta pel·lícula la revela al gran públic. El mateix any va tenir una relació amb la humoriste Gad Elmaleh. El 2009, esdevé la musa del perfum Idylle de Guerlain i canta en la seva publicitat una versió de Singin' in the Rain.
El 2012, Nora Arnezeder actua al costat de Ryan Reynolds i Denzel Washington en la pel·lícula d'espionatge Seguretat apropada i també en El que el dia deu a la nit, film històric d'Alexandre Arcady adaptat de la novel·la de Yasmina Khadra.
En 2013, obté el paper principal en Angélique, una nova versió de la pel·lícula Angélique, marquise des Àngels, en el qual interpreta el personatge d'Angélique; sota la direcció d'Ariel Zeitoun i amb els actors Gérard Lanvin i Tomer Sisley.
En 2015, encarna el personatge de Chloé Tousignant en la sèrie americana Zoo. La sèrie va renovar per una segona temporada i fou emesa en el 2016.

## Filmografia

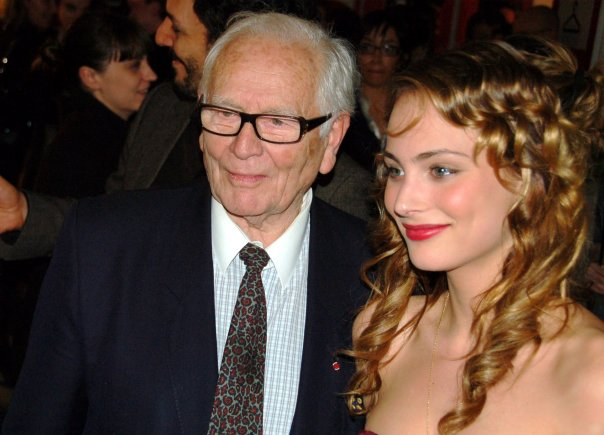
Nora Arnezeder amb Pierre Cardin a les estrelles d'or del cinema francès l'any 2009.

### Cinema
- 2007 : Les Deux Mondes de Daniel Cohen : Lyri
- 2008 : Faubourg 36 de Christophe Barratier: Douce
- 2011 : La Croisière de Pascale Pouzadoux : Chloé
- 2012 : Sécurité rapprochée (Safe House) de Daniel Espinosa : Ana Moreau
- 2012 : El lladre de paraules de Brian Klugman, Lee Sternthal
- 2012 : El que el dia deu a la nit d'Alexandre Arcady : Émilie Cazenave
- 2012 : Maniac de Franck Khalfoun : Anna
- 2013 : Angélique d'Ariel Zeitoun : Angélique
- 2014 : Fiston de Pascal Bourdiaux : Sandra

### Televisió

#### Sèries televisades
- 2006 : Commissaire Valence (Saison 4, Épisode 2) :Chloé
- 2007 : R.I.S Police scientifique (Saison 2, Épisode 7) : Tatiana Goulianova
- 2011 : Xanadu de Jean-Philippe Amar : Varvara Valadine
- 2015 : Mozart in the Jungle (Saison 1) : Ana Maria
- 2015-2016 : Zoo : Chloé Tousignant

#### Pel·lícules de televisió
- 2006 : Bac +70 de Laurent Levy : Elsa

## Música
- Duo amb Féloche sobre una versió de la cançó Singin' in the rain en 2010.
- La cançó Lluny de Paname, cantada per Nora Arnezeder a Faubourg 36, nominada a l'Oscar a la millor cançó original.

## Teatre
- 2012: Després tot, si això camina… (Whatever Works), de després Woody Allen, posta n'escena Daniel Benoin, Teatre Nacional de Niça, Théâtre Marigny